# Division IB du Championnat du monde de hockey sur glace 2019
Navigation
Division IB en 2018 Division IB en 2020
Le tournoi de la Division IB du Championnat du monde de hockey sur glace 2019 se déroule à Tallinn en Estonie du 28 avril au 4 mai 2019.
| \| Localisation de Tallinn en Estonie. \| Localisation de Tallinn en Estonie. |
| Localisation de Tallinn en Estonie.                                           |

## Format de la compétition
Le Championnat du monde de hockey sur glace est un ensemble de plusieurs tournois regroupant les nations en fonction de leur niveau. Les meilleures équipes disputent le titre dans la Division Élite. Cette Division regroupe 16 équipes réparties en deux groupes de 8 qui disputent un tour préliminaire. Les 4 premiers de chaque groupe sont qualifiés pour les quarts de finale et les derniers sont relégués en Division IA à l'exception de la Suisse, organisatrice de l'édition 2020, qui ne peut être reléguée même si elle termine à la dernière place du groupe B. 
Pour les autres divisions qui comptent 6 équipes, les équipes s’affrontent entre elles et, à l'issue de cette compétition, le premier est promu dans la division supérieure et le dernier est relégué dans la division inférieure. 
En Qualification pour la Division III, le vainqueur est promu en Division III.
Lors des phases de poule, les points sont attribués ainsi :
- 3 points pour une victoire dans le temps réglementaire ;
- 2 points pour une victoire en prolongation ou aux tirs de fusillade ;
- 1 point pour une défaite en prolongation ou aux tirs de fusillade ;
- aucun point pour une défaite dans le temps réglementaire.

## Officiels
La fédération internationale a désigné 11 officiels pour œuvrer lors de la compétition :
| Arbitres                                                                  | Juges de ligne |
| ------------------------------------------------------------------------- | --- |
| - Geoffrey Barcelo - Mads Frandsen - Miklós Haszonits - Kristijan Nikolic | \| - Jake Davis - Jonas Merten - Ivan Nedeljković - David Nothegger \| - Toivo Tilku - Ievgueni Yudin - Gašper Jaka Zganc \| |
| - Jake Davis - Jonas Merten - Ivan Nedeljković - David Nothegger          | - Toivo Tilku - Ievgueni Yudin - Gašper Jaka Zganc                                                                           |

## Matches
| 28 avril | Ukraine | 2-3 (1-2, 1-1, 0-0) | Japon | Tondiraba Ice Arena 450 spectateurs |

| Feuille de match | Feuille de match                                                   | Feuille de match    | Feuille de match | Feuille de match                                                         |
| ---------------- | ------------------------------------------------------------------ | ------------------- | --- | ------------------------------------------------------------------------ |
|                  | - Lyalka (Mikhnov) — 8 min 16 s - Pangelov-Yuldashev — 39 min 46 s | 0-1 1-1 1-2 1-3 2-3 | Hirano (H. Sato, Y. Terao) — 4 min 43 s - H. Sato (Hirano) — 12 min 52 s Saito (Nakayashiki, K. Sato) — 37 min 42 s - | Arbitrage : Mads Frandsen Juges de lignes : Toivo Tilku et Yevgeni Yudin |
| Dyachenko        | Gardiens                                                           | Hata                | | Arbitrage : Mads Frandsen Juges de lignes : Toivo Tilku et Yevgeni Yudin |
| 6 min            | Pénalités                                                          | 22 min              | | Arbitrage : Mads Frandsen Juges de lignes : Toivo Tilku et Yevgeni Yudin |
| 22               | Tirs                                                               | 26                  | | Arbitrage : Mads Frandsen Juges de lignes : Toivo Tilku et Yevgeni Yudin |

| 28 avril | Roumanie | 4-3 (TB) (2-0, 0-2, 1-1, 0-0, 1-0) | Estonie | Tondiraba Ice Arena 1 543 spectateurs |

| Feuille de match | Feuille de match | Feuille de match            | Feuille de match                                                                                       | Feuille de match                                                           |
| ---------------- | --- | --------------------------- | --- | -------------------------------------------------------------------------- |
|                  | Rokaly (Részegh, Butochnov) — 7 min 22 s Góga (Bors, Gliga) — 18 min 14 s - Borysenko (Gliga) — 42 min 24 s - Rokaly — 65 min (TB) | 1-0 2-0 2-1 2-2 3-2 3-3 4-3 | - Makrov (Ossipov) — 27 min 26 s Rooba (Makrov, Novikov) — 30 min 33 s - Kerna (Rooba) — 49 min 24 s - | Arbitrage : Kristijan Nikolic Juges de lignes : Jake Davis et Jonas Merten |
| Polc             | Gardiens | Koitmaa                     | | Arbitrage : Kristijan Nikolic Juges de lignes : Jake Davis et Jonas Merten |
| 6 min            | Pénalités | 6 min                       | | Arbitrage : Kristijan Nikolic Juges de lignes : Jake Davis et Jonas Merten |
| 30               | Tirs | 39                          | | Arbitrage : Kristijan Nikolic Juges de lignes : Jake Davis et Jonas Merten |

| 28 avril | Pays-Bas | 1-8 (1-1, 0-2, 0-5) | Pologne | Tondiraba Ice Arena 352 spectateurs |

| Feuille de match                    | Feuille de match                 | Feuille de match                    | Feuille de match | Feuille de match                                                                     |
| ----------------------------------- | -------------------------------- | ----------------------------------- | --- | ------------------------------------------------------------------------------------ |
|                                     | Klem (Oosterveld) — 13 min 6 s - | 1-0 1-1 1-2 1-3 1-4 1-5 1-6 1-7 1-8 | - Neupauer (Kostek, Kapica) — 17 min 40 s Komorski (Jeziorski) — 33 min 34 s Łyszczarczyk (Gościński) — 35 min 42 s Komorski (Łyszczarczyk, Kapica) — 41 min 59 s (SN) Wronka (Kolusz, Jaśkiewicz) — 44 min Dziubiński (Kolusz) — 46 min 31 s Domogała — 48 min Neupauer (Łyszczarczyk) — 50 min 3 s | Arbitrage : Geoffrey Barcelo Juges de lignes : Ivan Nedeljković et Gašper Jaka Zganc |
| Hrelja (40 min) Oosterwijk (20 min) | Gardiens                         | Odrobny                             | | Arbitrage : Geoffrey Barcelo Juges de lignes : Ivan Nedeljković et Gašper Jaka Zganc |
| 4 min                               | Pénalités                        | 6 min                               | | Arbitrage : Geoffrey Barcelo Juges de lignes : Ivan Nedeljković et Gašper Jaka Zganc |
| 7                                   | Tirs                             | 61                                  | | Arbitrage : Geoffrey Barcelo Juges de lignes : Ivan Nedeljković et Gašper Jaka Zganc |

| 29 avril | Japon | 2-3 (2-0, 0-2, 0-1) | Roumanie | Tondiraba Ice Arena 240 spectateurs |

| Feuille de match | Feuille de match                                                                      | Feuille de match    | Feuille de match                                                                                          | Feuille de match                                                           |
| ---------------- | ------------------------------------------------------------------------------------- | ------------------- | --- | -------------------------------------------------------------------------- |
|                  | Nakayashiki (Saito, Minoshima) — 13 min 16 s K. Sato (Minoshima, Ito) — 17 min 59 s - | 1-0 2-0 2-1 2-2 2-3 | - Részegh — 33 min 15 s (SN) Bíró (Balázs, Constantin) — 34 min 4 s Salló (Bíró, Borysenko) — 56 min 37 s | Arbitrage : Miklos Haszonits Juges de lignes : Jonas Merten et Toivo Tilku |
| Hata             | Gardiens                                                                              | Polc                | | Arbitrage : Miklos Haszonits Juges de lignes : Jonas Merten et Toivo Tilku |
| 2 min            | Pénalités                                                                             | 6 min               | | Arbitrage : Miklos Haszonits Juges de lignes : Jonas Merten et Toivo Tilku |
| 27               | Tirs                                                                                  | 27                  | | Arbitrage : Miklos Haszonits Juges de lignes : Jonas Merten et Toivo Tilku |

| 29 avril | Pologne | 7-3 (2-1, 4-1, 1-1) | Ukraine | Tondiraba Ice Arena 579 spectateurs |

| Feuille de match | Feuille de match | Feuille de match                                  | Feuille de match | Feuille de match                                                                     |
| ---------------- | --- | ------------------------------------------------- | --- | ------------------------------------------------------------------------------------ |
|                  | Kapica (Wronka, Bryk) — 15 min 56 s - Kapica (Łyszczarczyk, Kolusz) — 19 min 2 s Domogała (Jaśkiewicz, Michalski) — 22 min 39 s Kapica (Neupauer) — 24 min - Kapica (Bryk, Neupauer) — 27 min 7 s Komorski (Gościński) — 27 min 32 s Kapica — 41 min 6 s - | 1-0 1-1 2-1 3-1 4-1 4-2 5-2 6-2 7-2 7-3           | - Tolstushko (Zadoyenko) — 17 min 53 s - Lyalka (Petrukhno) — 26 min 26 s - Babynets (Peresunko, Tolstushko) — 48 min 56 s (SN) | Arbitrage : Kristijan Nikolic Juges de lignes : David Nothegger et Gašper Jaka Zganc |
| Murray           | Gardiens | Ohandzhanyan (27 min 7 s) Dyachenko (32 min 53 s) | | Arbitrage : Kristijan Nikolic Juges de lignes : David Nothegger et Gašper Jaka Zganc |
| 6 min            | Pénalités | 10 min                                            | | Arbitrage : Kristijan Nikolic Juges de lignes : David Nothegger et Gašper Jaka Zganc |
| 40               | Tirs | 21                                                | | Arbitrage : Kristijan Nikolic Juges de lignes : David Nothegger et Gašper Jaka Zganc |

| 29 avril | Estonie | 4-1 (1-0, 2-1, 1-0) | Pays-Bas | Tondiraba Ice Arena 1 952 spectateurs |

| Feuille de match | Feuille de match | Feuille de match    | Feuille de match                     | Feuille de match                                                              |
| ---------------- | --- | ------------------- | ------------------------------------ | ----------------------------------------------------------------------------- |
|                  | Sibirtsev — 4 min 10 s - Usov (Andrejev, Petrov) — 20 min 50 s Sorokin (Embrich) — 30 min 30 s Rooba (Lahesalu, Makrov) — 46 min 20 s (SN) | 1-0 1-1 2-1 3-1 4-1 | - Oosterveld (Bison) — 20 min 11 s - | Arbitrage : Mads Frandsen Juges de lignes : Ivan Nedeljković et Yevgeni Yudin |
| Koitmaa          | Gardiens | Oosterwijk          |                                      | Arbitrage : Mads Frandsen Juges de lignes : Ivan Nedeljković et Yevgeni Yudin |
| 6 min            | Pénalités | 12 min              |                                      | Arbitrage : Mads Frandsen Juges de lignes : Ivan Nedeljković et Yevgeni Yudin |
| 43               | Tirs | 14                  |                                      | Arbitrage : Mads Frandsen Juges de lignes : Ivan Nedeljković et Yevgeni Yudin |

| 1er mai | Pays-Bas | 1-8 (0-1, 1-4, 0-3) | Ukraine | Tondiraba Ice Arena 398 spectateurs |

| Feuille de match | Feuille de match                    | Feuille de match                    | Feuille de match | Feuille de match                                                           |
| ---------------- | ----------------------------------- | ----------------------------------- | --- | -------------------------------------------------------------------------- |
|                  | - Mason (Klem) — 27 min 23 s (SN) - | 0-1 1-1 1-2 1-3 1-4 1-5 1-6 1-7 1-8 | Mikhnov — 19 min 33 s - Skrypets (Peresunko, Babynets) — 32 min 40 s Merezhko (Zadoyenko, Danylenko) — 32 min 51 s Lyalka (Tolstushko, Mikhnov) — 33 min 25 s Mazur (Grygoryev, Mikhnov) — 36 min Mikhnov (Lyalka, Mazur) — 44 min 34 s (SN) Lyalka (Mikhnov, Pangelov-Yuldashev) — 49 min 49 s (SN) Lyalka (Mikhnov, Mazur) — 58 min 49 s (SN) | Arbitrage : Miklós Haszonits Juges de lignes : Jake Davis et Yevgeni Yudin |
| Hrelja           | Gardiens                            | Dyachenko                           | | Arbitrage : Miklós Haszonits Juges de lignes : Jake Davis et Yevgeni Yudin |
| 8 min            | Pénalités                           | 2 min                               | | Arbitrage : Miklós Haszonits Juges de lignes : Jake Davis et Yevgeni Yudin |
| 10               | Tirs                                | 48                                  | | Arbitrage : Miklós Haszonits Juges de lignes : Jake Davis et Yevgeni Yudin |

| 1er mai | Japon | 5-2 (4-1, 0-0, 1-1) | Estonie | Tondiraba Ice Arena 2 235 spectateurs |

| Feuille de match | Feuille de match | Feuille de match            | Feuille de match                                                                               | Feuille de match                                                                 |
| ---------------- | --- | --------------------------- | ---------------------------------------------------------------------------------------------- | -------------------------------------------------------------------------------- |
|                  | Iwamoto (Furuhashi, H. Sato) — 44 s (SN) - Hashiba (H. Terao, Y. Terao) — 8 min 6 s (SN) Hirano (Furuhashi, Hashimoto) — 16 min 34 s (2 SN) Yamada (H. Terao, Y. Terao) — 18 min 22 s K. Sato (Hashiba, Saito) — 54 min 46 s - | 1-0 1-1 2-1 3-1 4-1 5-1 5-2 | - Slessarevskii (Makrov, Arrak) — 3 min 37 s - Embrich (Ossipov, Shumikhin) — 57 min 49 s (SN) | Arbitrage : Geoffrey Barcelo Juges de lignes : Jonas Merten et Gašper Jaka Zganc |
| Hata             | Gardiens | Shumikhin                   |                                                                                                | Arbitrage : Geoffrey Barcelo Juges de lignes : Jonas Merten et Gašper Jaka Zganc |
| 8 min            | Pénalités | 14 min                      |                                                                                                | Arbitrage : Geoffrey Barcelo Juges de lignes : Jonas Merten et Gašper Jaka Zganc |
| 34               | Tirs | 23                          |                                                                                                | Arbitrage : Geoffrey Barcelo Juges de lignes : Jonas Merten et Gašper Jaka Zganc |

| 1er mai | Pologne | 2-3 (pr) (0-1, 0-0, 2-1, 0-1) | Roumanie | Tondiraba Ice Arena 387 spectateurs |

| Feuille de match | Feuille de match                                                                                  | Feuille de match    | Feuille de match                                                                                                | Feuille de match                                                           |
| ---------------- | ------------------------------------------------------------------------------------------------- | ------------------- | --- | -------------------------------------------------------------------------- |
|                  | - Kapica (Dronia, Wronka) — 51 min 56 s (SN) - Dziubiński (Dronia, Neupauer) — 59 min 37 s (JS) - | 0-1 1-1 1-2 2-2 2-3 | Rokaly (Részegh, Butochnov) — 8 min 37 s (2 SN) - Butochnov — 53 min 25 s - Borysenko (Gliga) — 64 min 7 s (SN) | Arbitrage : Mads Frandsen Juges de lignes : David Nothegger et Toivo Tilku |
| Odrobny          | Gardiens                                                                                          | Tőke                | | Arbitrage : Mads Frandsen Juges de lignes : David Nothegger et Toivo Tilku |
| 6 min            | Pénalités                                                                                         | 8 min               | | Arbitrage : Mads Frandsen Juges de lignes : David Nothegger et Toivo Tilku |
| 38               | Tirs                                                                                              | 23                  | | Arbitrage : Mads Frandsen Juges de lignes : David Nothegger et Toivo Tilku |

| 2 mai | Japon | 2-3 (0-1, 0-1, 2-1) | Pays-Bas | Tondiraba Ice Arena 238 spectateurs |

| Feuille de match | Feuille de match                                                                                  | Feuille de match    | Feuille de match | Feuille de match                                                                   |
| ---------------- | ------------------------------------------------------------------------------------------------- | ------------------- | --- | ---------------------------------------------------------------------------------- |
|                  | - H. Terao (Y. Terao, Hayata) — 54 min 12 s - Nakayashiki (Furuhashi, H. Sato) — 59 min 28 s (JS) | 0-1 0-2 1-2 1-3 2-3 | de Hondt (Vogelaar) — 9 min 27 s (SN) Vogelaar (Stempher, Mason) — 31 min 2 s (IN) - Stempher (Vogelaar) — 58 min 28 s (CV) - | Arbitrage : Miklós Haszonits Juges de lignes : Ivan Nedeljković et David Nothegger |
| Hata             | Gardiens                                                                                          | Oosterwijk          | | Arbitrage : Miklós Haszonits Juges de lignes : Ivan Nedeljković et David Nothegger |
| 8 min            | Pénalités                                                                                         | 8 min               | | Arbitrage : Miklós Haszonits Juges de lignes : Ivan Nedeljković et David Nothegger |
| 43               | Tirs                                                                                              | 24                  | | Arbitrage : Miklós Haszonits Juges de lignes : Ivan Nedeljković et David Nothegger |

| 2 mai | Ukraine | 1-5 (0-2, 1-1, 0-2) | Roumanie | Tondiraba Ice Arena 450 spectateurs |

| Feuille de match | Feuille de match                                | Feuille de match        | Feuille de match | Feuille de match                                                             |
| ---------------- | ----------------------------------------------- | ----------------------- | --- | ---------------------------------------------------------------------------- |
|                  | - Babynets (Boutssenko, Gavryk) — 37 min 18 s - | 0-1 0-2 1-2 1-3 1-4 1-5 | Balázs (Tranca) — 3 min 52 s (SN) Bíró (Borysenko, Gliga) — 19 min 50 s (SN) - Constantin (Tranca, Rokaly) — 39 min 21 s Butochnov (Borysenko, Bíró) — 47 min 39 s Rokaly — 57 min 28 s (TP) | Arbitrage : Kristijan Nikolic Juges de lignes : Toivo Tilku et Yevgeni Yudin |
| Dyachenko        | Gardiens                                        | Polc                    | | Arbitrage : Kristijan Nikolic Juges de lignes : Toivo Tilku et Yevgeni Yudin |
| 6 min            | Pénalités                                       | 6 min                   | | Arbitrage : Kristijan Nikolic Juges de lignes : Toivo Tilku et Yevgeni Yudin |
| 31               | Tirs                                            | 20                      | | Arbitrage : Kristijan Nikolic Juges de lignes : Toivo Tilku et Yevgeni Yudin |

| 2 mai | Estonie | 2-3 (0-1, 0-0, 2-2) | Pologne | Tondiraba Ice Arena 2 150 spectateurs |

| Feuille de match | Feuille de match                                                             | Feuille de match    | Feuille de match                                                                                             | Feuille de match                                                               |
| ---------------- | ---------------------------------------------------------------------------- | ------------------- | --- | ------------------------------------------------------------------------------ |
|                  | - Makrov (Ossipov) — 50 min 13 s (SN) Rooba (Arrak, Sibirtsev) — 52 min 52 s | 0-1 0-2 0-3 1-3 2-3 | Komorski (Marzec, Dronia) — 14 min 57 s Komorski — 45 min 44 s Neupauer (Kolusz, Starzyński) — 47 min 29 s - | Arbitrage : Geoffrey Barcelo Juges de lignes : Jake Davis et Gašper Jaka Zganc |
| Koitmaa          | Gardiens                                                                     | Murray              | | Arbitrage : Geoffrey Barcelo Juges de lignes : Jake Davis et Gašper Jaka Zganc |
| 8 min            | Pénalités                                                                    | 16 min              | | Arbitrage : Geoffrey Barcelo Juges de lignes : Jake Davis et Gašper Jaka Zganc |
| 33               | Tirs                                                                         | 33                  | | Arbitrage : Geoffrey Barcelo Juges de lignes : Jake Davis et Gašper Jaka Zganc |

| 4 mai | Roumanie | 3-1 (1-0, 1-1, 1-0) | Pays-Bas | Tondiraba Ice Arena 431 spectateurs |

| Feuille de match | Feuille de match | Feuille de match | Feuille de match                   | Feuille de match                                                                |
| ---------------- | --- | ---------------- | ---------------------------------- | ------------------------------------------------------------------------------- |
|                  | Bíró (Borysenko, Yemelianenko) — 3 min 58 s (SN) Góga (Butochnov, Rokaly) — 20 min 46 s (SN) - Balázs (Yemelianenko, Tranca) — 58 min 16 s (CV) | 1-0 2-0 2-1 3-1  | - Boer (Nordemann) — 37 min 26 s - | Arbitrage : Geoffrey Barcelo Juges de lignes : Jonas Merten et Ivan Nedeljković |
| Tőke             | Gardiens | Oosterwijk       |                                    | Arbitrage : Geoffrey Barcelo Juges de lignes : Jonas Merten et Ivan Nedeljković |
| 10 min           | Pénalités | 22 min           |                                    | Arbitrage : Geoffrey Barcelo Juges de lignes : Jonas Merten et Ivan Nedeljković |
| 32               | Tirs | 15               |                                    | Arbitrage : Geoffrey Barcelo Juges de lignes : Jonas Merten et Ivan Nedeljković |

| 4 mai | Pologne | 7-4 (1-1, 4-0, 2-3) | Japon | Tondiraba Ice Arena 842 spectateurs |

| Feuille de match | Feuille de match | Feuille de match                            | Feuille de match | Feuille de match                                                            |
| ---------------- | --- | ------------------------------------------- | --- | --------------------------------------------------------------------------- |
|                  | Marzec (Michalski, Kolusz) — 5 min 7 s - Dziubiński — 22 min 55 s Gościński — 23 min 13 s Wronka (Kapica, Kolusz) — 29 min 7 s Jeziorski (Malasiński, Bryk) — 38 min 21 s - Bryk (Wronka, Komorski) — 52 min (SN) - Komorski (Kapica) — 59 min 30 s - | 1-0 1-1 2-1 3-1 4-1 5-1 5-2 6-2 6-3 7-3 7-4 | - Y. Terao (Hashiba) — 7 min 10 s (SN) - Nakayashiki (H. Sato, K. Sato) — 42 min 48 s (IN) - Shinohara (H. Sato, Furuhashi) — 52 min 24 s - Nakayashiki (Furuhashi) — 59 min 58 s | Arbitrage : Kristijan Nikolic Juges de lignes : Jake Davis et Yevgeni Yudin |
| Murray           | Gardiens | Onoda (29 min 7 s) Hata (30 min 53 s)       | | Arbitrage : Kristijan Nikolic Juges de lignes : Jake Davis et Yevgeni Yudin |
| 10 min           | Pénalités | 8 min                                       | | Arbitrage : Kristijan Nikolic Juges de lignes : Jake Davis et Yevgeni Yudin |
| 37               | Tirs | 25                                          | | Arbitrage : Kristijan Nikolic Juges de lignes : Jake Davis et Yevgeni Yudin |

| 4 mai | Estonie | 4-3 (pr) (1-3, 1-0, 1-0, 1-0) | Ukraine | Tondiraba Ice Arena 3 927 spectateurs |

| Feuille de match | Feuille de match | Feuille de match            | Feuille de match | Feuille de match                                                                 |
| ---------------- | --- | --------------------------- | --- | -------------------------------------------------------------------------------- |
|                  | - Petrov (Makrov) — 3 min 51 s - Vitanen (Embrich, Svarogin) — 39 min 24 s Andrejev (Petrov) — 50 min 54 s Rooba (Lahesalu, Petrov) — 61 min 22 s (SN) | 0-1 0-2 1-2 1-3 2-3 3-3 4-3 | Merezhko (Hrytsenko, Nimenko) — 1 min 35 s Lyalka (Pangelov-Yuldashev, Merezhko) — 1 min 55 s - Babynets (Cherdak) — 14 min 59 s (SN) - | Arbitrage : Mads Frandsen Juges de lignes : David Nothegger et Gašper Jaka Zganc |
| Koitmaa          | Gardiens | Dyachenko                   | | Arbitrage : Mads Frandsen Juges de lignes : David Nothegger et Gašper Jaka Zganc |
| 2 min            | Pénalités | 18 min                      | | Arbitrage : Mads Frandsen Juges de lignes : David Nothegger et Gašper Jaka Zganc |
| 38               | Tirs | 17                          | | Arbitrage : Mads Frandsen Juges de lignes : David Nothegger et Gašper Jaka Zganc |

## Classement
| Clt   | Équipe       | PJ | V | VP | D | DP | BP | BC | Diff | Pts |
| ----- | ------------ | -- | - | -- | - | -- | -- | -- | ---- | --- |
| +001, | Roumanie     | 5  | 3 | 2  | 0 | 0  | 18 | 9  | +9   | 13  |
| +002, | Pologne (R)  | 5  | 4 | 0  | 0 | 1  | 27 | 13 | +14  | 13  |
| +003, | Japon        | 5  | 2 | 0  | 3 | 0  | 16 | 17 | -1   | 6   |
| +004, | Estonie      | 5  | 1 | 1  | 2 | 1  | 15 | 16 | -1   | 6   |
| +005, | Ukraine      | 5  | 1 | 0  | 3 | 1  | 17 | 20 | -3   | 4   |
| +006, | Pays-Bas (P) | 5  | 1 | 0  | 4 | 0  | 7  | 25 | -18  | 3   |

- Promu en Division IA en 2020
- Relégué en Division IIA en 2020

Pour les significations des abréviations, voir statistiques du hockey sur glace.

## Récompenses individuelles
Équipe type IIHF :
- Meilleur gardien : Patrik Polc (Roumanie)
- Meilleur défenseur : Pavlo Borysenko (Roumanie)
- Meilleur attaquant : Patryk Wronka (Pologne)

## Statistiques individuelles
Pour les significations des abréviations, voir statistiques du hockey sur glace.
| Clt | Joueur              | Équipe   | PJ | B | A | Pts | Pun | +/- |
| --- | ------------------- | -------- | -- | - | - | --- | --- | --- |
| 1   | Damian Kapica       | Pologne  | 5  | 6 | 4 | 10  | 2   | +11 |
| 2   | Filip Komorski      | Pologne  | 5  | 6 | 1 | 7   | 2   | +6  |
| 3   | Vitali Lyalka       | Ukraine  | 5  | 6 | 1 | 7   | 2   | +3  |
| 4   | Andriy Mikhnov      | Ukraine  | 5  | 2 | 5 | 7   | 4   | +3  |
| 5   | Bartłomiej Neupauer | Pologne  | 5  | 3 | 3 | 6   | 0   | +8  |
| 6   | Pavlo Borysenko     | Roumanie | 5  | 2 | 4 | 6   | 6   | +4  |
| 6   | Andrei Makrov       | Estonie  | 5  | 2 | 4 | 6   | 4   | +3  |
| 8   | Hiroto Sato         | Japon    | 5  | 1 | 5 | 6   | 4   | +3  |
| 9   | Marcin Kolusz       | Pologne  | 5  | 0 | 6 | 6   | 0   | +11 |
| 10  | Yushi Nakayashiki   | Japon    | 5  | 4 | 1 | 5   | 2   | +4  |
| 10  | Robert Rooba        | Estonie  | 5  | 4 | 1 | 5   | 0   | 0   |

| Clt | Joueur                | Équipe   | PJ | Min          | BC | Moy  | %Arr  | Bl |
| --- | --------------------- | -------- | -- | ------------ | -- | ---- | ----- | -- |
| 1   | Zoltán Tőke           | Roumanie | 2  | 124 min 7 s  | 3  | 1,45 | 94,34 | 0  |
| 2   | Patrik Polc           | Roumanie | 3  | 185 min      | 6  | 1,95 | 93,81 | 0  |
| 3   | Martijn Oosterwijk    | Pays-Bas | 4  | 198 min 3 s  | 13 | 3,94 | 90,15 | 0  |
| 4   | Michikazu Hata        | Japon    | 5  | 267 min 34 s | 12 | 2,69 | 89,74 | 0  |
| 5   | Villem-Henrik Koitmaa | Estonie  | 4  | 243 min 31 s | 10 | 2,46 | 89,25 | 0  |
| 6   | John Murray           | Pologne  | 3  | 180 min      | 9  | 3,00 | 88,61 | 0  |
| 7   | Bogdan Dyachenko      | Ukraine  | 5  | 273 min 24 s | 15 | 3,29 | 87,18 | 0  |
| 8   | Przemysław Odrobny    | Pologne  | 2  | 122 min 41 s | 4  | 1,96 | 86,67 | 0  |

Nota : seuls sont classés les gardiens ayant joué au minimum 40 % du temps de jeu de leur équipe.